# What Is a Woman?
What Is a Woman? (deutsch Was ist eine Frau?) ist ein amerikanischer Online-Film über Gender- und Transgenderthemen. Der Film wurde von der konservativen Website The Daily Wire unter der Regie von Justin Folk am 1. Juni 2022 für Abonnenten von The Daily Wire veröffentlicht, zeitgleich mit dem Beginn des LGBT Pride Month.
Im Film stellt der konservative Autor, Blogger und Kolumnist Matt Walsh unter anderem Aktivisten, Ärzten, Psychologen, Politikern und Professoren die Frage, was eine Frau sei. Walsh, der äußerte, er habe den Film im Gegensatz zur „Gender-Ideologie“ gedreht, wird von einigen Quellen als „anti-transgender“ oder transphob eingeordnet.
Der Film erhielt gemischte Kritiken. Walshs Ansatz wurde von konservativen Kommentatoren gelobt, während er von anderen Quellen kritisiert wurde, darunter auch von Befürwortern der Transgender-Gesundheitsversorgung (Transgender health care). Einige Transgender-Aktivisten und andere, die in dem Film mitwirkten, behaupteten, Walsh habe Einzelpersonen unter Vorspiegelung falscher Tatsachen zur Teilnahme an dem Film eingeladen. Walshs Tournee, um den Film auf dem College-Campus vorzuführen, löste Proteste aus. Im Juni 2023, während des darauffolgenden Pride Month, erlangte der Film weitere Aufmerksamkeit, als Elon Musk ihn auf Twitter bewarb.
 

## Inhalt
Außer mit der Frage „Was ist eine Frau?“ beschäftigt sich der Film mit den Themen geschlechtsangleichende Operationen, die Einnahme von Hormonblockern, transgeschlechtliche Jugendliche und Transmenschen im Frauensport.
In dem Film werden verschiedene Menschen mit Bezug zur Fragestellung interviewt, dazu gehören ein Professor für Genderstudies, ein Familien- und Paartherapeut, ein Aktivist gegen Geschlechtsangleichende Maßnahmen bei Minderjährigen, eine auf Geschlechtsangleichende Operationen spezialisierte Chirurgin, ein Vater eines vierzehnjährigen transgeschlechtlichen Jugendlichen und der Psychologe Jordan Peterson. Walsh bespricht ebenso die Themen Nichtbinäre Geschlechtsidentität und Transgender mit einem Massaistamm in Kenia und befragt einen Nudisten in San Francisco.

## Produktion

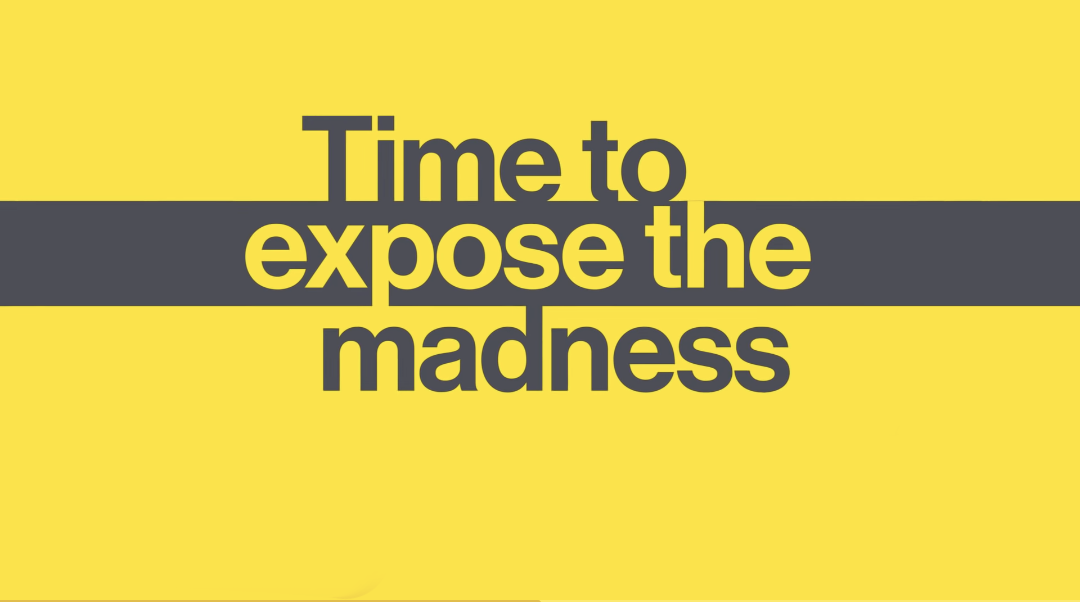
YouTube-Werbung für „What Is a Woman?“ mit dem Titel „Time to expose the madness“ (Zeit, den Wahnsinn aufzudecken)

Im Februar 2022 erhob Eli Erlick den Vorwurf, Walsh habe unter Vorspiegelung falscher Tatsachen Dutzende Menschen zur Teilnahme an dem Film eingeladen. Kataluna Enriquez, Fallon Fox und mehrere andere Transgender-Persönlichkeiten des öffentlichen Lebens bestätigten den Bericht. Walsh hatte eine Gruppe namens „Gender Unity Project“ gegründet, von der die Aktivisten behaupteten, sie sei ein Versuch, sie zur Teilnahme an dem Film zu verleiten. Als diese Vorwürfe aufkamen, wurden der Twitter-Account und die Website des Gender Unity Project gelöscht. Laut Erlick wurden angeblich mindestens fünfzig weitere Personen für Interviews rekrutiert, darunter ein 14-jähriges Transgender-Mädchen.
Im Juli 2023 berichtete NBC News, dass drei Personen, die in dem Film mitspielten, behaupteten, die Produzenten hätten die Art und Weise, wie der Film Transgender-Themen behandeln würde, ihnen gegenüber falsch dargestellt und es sei der missverständliche Eindruck erweckt worden, der Film handele von den Problemen, denen sich Transgender-Personen gegenübersehen würden. Stattdessen beinhalte der Film wiederholte Angriffe auf Transgender-Personen.

## Rezeption
What Is a Woman? erhielt nach seiner Veröffentlichung gemischte Kritiken von Journalisten in Nachrichtenquellen und Publikationen. Kritiker, von denen einige für LGBTQ-Publikationen schrieben, bezeichneten es als anti-transgender, transphob und propagandistisch.
Verschiedene Autoren, wie die Mitbegründerin des Transgender Day of Remembrance, Gwendolyn Ann Smith, waren besonders besorgt über Walshs Sicht auf die Transgender-Gemeinschaft als unglaublich ungenau, monströs und gefährlich, was die Vorurteile derjenigen noch weiter anfache, die bereits gegen die Existenz und die Rechte von Transgender-Personen seien. Eli Erlick, US-amerikanische Aktivistin, Schriftstellerin, Wissenschaftlerin und Gründerin der Organisation „Trans Student Educational Resources“, sagte der Zeitschrift Rolling Stone, dass um zu glauben, was in der Dokumentation vermittelt werde, ein phantastischer Hass auf Trans-Menschen erforderlich sei und dass es einen erschreckenden Mangel an Forschung über die Trans-Community zeige.
Tamma Moksha von The Hindu bezeichnete den Film als „verdrehte Übung in Narzissmus“ und die Qualität der Recherche und die redaktionellen Entscheidungen der Filmemacher als erschütternd. Walshs Versuche, die wahre Definition für Frau herauszufinden, scheinen auf seinem jahrzehntelangen Umgang mit Frauenfeindlichkeit und dem Fehlen echter Neugier zu gründen. AJ Eckert von Science-Based Medicine ordnete den Film als Dokumentarfilm getarnten wissenschaftsleugnenden Propagandafilm ein und kam zu dem Schluss, dass „Walsh offensichtlich nicht darauf aus war, ehrlich nach Antworten auf eine verwirrende Frage zu suchen, auch wenn diese komplex sind. Stattdessen begann er mit einer Schlussfolgerung und suchte dann nach Quellen, um diese Schlussfolgerung zu stützen, egal wie zweifelhaft die Quelle war.“ Der Film würde von Experten, traditionellen Medien und Social-Media-Plattformen weithin beworben, die sich gegen einen geschlechtergerechten Umgang und insbesondere die Verwendung von Pronomen, Toiletten und Umkleideräumen aussprächen, die der Identität von Transsexuellen entsprächen.
Sogar unter denjenigen, die Walshs Perspektive gegenüber offen waren, wurde Kritik geäußert. Zoran Janković von der serbischen Zeitschrift Vreme schrieb zum Film, dass er propagandistische Aspekte habe. Adam Zivo von der kanadischen konservativen National Post stimmte zwar zu, dass die Rhetorik einiger LGBTQ-Aktivisten „absurd“ sei, räumte aber ein, dass der Film „Storytelling in böser Absicht“ einsetze, um das Publikum zu verärgern und gleichzeitig komplexe Themen zu stark zu vereinfachen.
In Rezensionen kam die Unterstützung hauptsächlich von Journalisten konservativer, christlicher und katholischer Publikationen, die die von Walsh behaupteten realen Probleme ernst nahmen und seine Befragung seiner Gegner hervorhoben, insbesondere seine wahrgenommene Tapferkeit dabei und die Antworten der Befragten.
Rich Lowry von National Review nannte es aufgrund der Ausschnitte, die er sah, „hypnotisierend und äußerst verstörend“, Amy Welborn von The Catholic World Report „gut produziert, amüsant und frustrierend“ und Gaby Gaduh von Movieguide als „lebendig, provokativ, informativ und  brillant“. Samuel Sey von The Christian Post bezeichnete es als „sowohl urkomisch als auch eindringlich“ und „wirklich fantastisch“, mit „einem tadellosen Maß an Satire und Ernsthaftigkeit“.